# 森カンナ
森 カンナ（もり カンナ、1988年6月22日 - ）は、日本の女優。富山県出身。GATE所属。かつてはソニー・ミュージックアーティスツに所属しており、当時の芸名は森矢 カンナ（もりや カンナ）。
夫はバスケットボール男子日本代表でB.LEAGUEの長崎ヴェルカに所属する馬場雄大。

## 来歴
富山生まれであるが、2歳から小学5年生までを大阪府守口市、小学校5年生から中学2年までを京都市といったように、実際は関西育ちである。父親の仕事の都合で上京した際、親戚の勧めにより、『mina』などの女性ファッション雑誌でのモデル業を始める。後にCMのオーディションを通じて演技に興味を抱いたことから、ヒラタオフィスを紹介され、女優業に入る。東京都立玉川高等学校卒業。映画『うた魂♪』などに出演の後、2009年の『仮面ライダーディケイド』のヒロイン・光夏海役で、本格的な女優業に入る。
『警視庁失踪人捜査課』で、主演の沢村一樹の相棒の女性刑事役のオーディション2,298人の中から合格。
2017年6月にヒラタオフィスからソニー・ミュージックアーティスツへ移籍し、「森矢 カンナ」に芸名を変更。
2021年7月1日、バスケットボール日本代表の馬場雄大との結婚を発表。あわせて、所属事務所ソニー・ミュージックアーティスツから独立し、芸名を再び本名の森カンナへ変更したことを発表した。
2024年1月現在、GATEの所属アーティストとして掲載されている。同年7月期MBS・TBS系ドラマ特区『彩香ちゃんは弘子先輩に恋してる』で加藤史帆とW主演を務め、テレビドラマ初主演。

## 人物
趣味はショッピング、寺巡り。
出身は富山だが、自分にとっての故郷は大阪だと語っている。
小学3年生から中学3年生までバスケットボール部に所属し、東京都渋谷区の大会で最優秀選手に選ばれたほどで、プロ選手になることを意識したこともあった。ただ、高校ではバスケットボール部に生ぬるい雰囲気を感じて嫌気が差し、友人の紹介でチアリーディング部に入った。
『仮面ライダーディケイド』で共演した村井良大曰く「晴れ女」で「彼女の撮影があるときは、必ず太陽が顔を出す」という。
犬のジャック・ラッセル・テリアを1匹飼っている。誕生日が同じ6月22日・富山県出身であり、買う時にふと時計を見たら午後6時22分であったので運命を感じて飼うことを決意したという。その後、保護猫（キニ）と保護犬（ドク）も飼っている。
今までに4回、自転車を盗まれたという逸話を持っている。
サバサバした性格で自身曰く「負けず嫌い」。
仲が良い芸能人は吉高由里子、高梨臨、水川あさみ、ベッキー、近藤春菜（ハリセンボン）。尊敬する女優は山口智子。
好きなタイプは、スヌーピーのような人であると語った。
恋愛に関しては、男性に引っ張られるより引っ張りたいという。
『インディゴの夜』で性同一性障害のホストを演じるにあたり、役作りのためにロングだった髪を30cm以上切り、ショートカットにして臨んだ。その後はまた髪を伸ばしロングヘアに戻っていたが、2016年に髪を40cm切り、その髪を医療用ウィッグ製作のNPO法人に寄付した。

## 出演

### テレビドラマ
- アテンションプリーズSP〜オーストラリア・シドニー編（2008年4月3日、フジテレビ）
- 仮面ライダーディケイド（2009年1月25日 - 8月30日、テレビ朝日） - ヒロイン・光夏海 役
- 侍戦隊シンケンジャー 第二十一幕（2009年7月19日、テレビ朝日） - 光夏海 役
- インディゴの夜（2010年1月5日 - 4月2日、東海テレビ） - テツ / 河村桃子 役
- 警視庁失踪人捜査課（2010年4月16日 - 6月11日、朝日放送・テレビ朝日） - ヒロイン・明神愛美 役
  - 警視庁失踪人捜査課スペシャル（2011年12月24日）
- 科捜研の女 第10シリーズ 最終話（2010年9月16日、テレビ朝日） - 浅羽奈美 役
- 宇宙犬作戦 episode 09（2010年9月17日、テレビ東京） - レイチェル 役
- サイコダイヴ（2011年1月7日、フジテレビ） - 神崎しのぶ 役
- 四つ葉神社ウラ稼業 失恋保険〜告らせ屋〜 第6話・第7話（2011年5月12日・19日、読売テレビ） - 香月優希 役
- 救急救命士・牧田さおり8（2011年8月27日、テレビ朝日） - 小松瞳 役
- 謎解きはディナーのあとで 第8話（2011年12月4日、フジテレビ） - 宮本夏希 役
- ビギナーズ! 第3話（2012年7月26日、TBS） - 小坂満知子 役
- 東京全力少女（2012年10月10日 - 12月19日、日本テレビ） - 久保はるか 役
- dinner 第5話（2013年2月10日、フジテレビ） - 夏野愛美 役
- コドモ警視 第6話 - 最終話（2013年2月19日 - 3月26日、MBS） - 有栖川ありさ 役
- イタズラなKiss〜Love in TOKYO 第6話 - 最終話（2013年5月10日 - 7月19日、フジテレビTWO） - 松本裕子 役
  - イタズラなKiss2〜Love in TOKYO（2014年11月24日 - 2015年4月3日、フジテレビ）
- めしばな刑事タチバナ 第6話（2013年5月22日、テレビ東京） - 代々木 役
- ショムニ2013（2013年7月10日 - 9月18日、フジテレビ） - 小島美鈴 役
- 遺留捜査シリーズ（テレビ朝日）
  - ドラマスペシャル 遺留捜査（2013年11月10日） - 植村洋子 役
  - 第5シリーズ 第4話（2018年8月2日） - 志倉さなみ 役[25]
- 東京スカーレット〜警視庁NS係 第6話（2014年8月19日、TBS） - 鈴木鈴 役
- 警視庁捜査一課9係 season9 第9話（2014年9月3日、テレビ朝日） - 秋元美鈴 役
- 玉川区役所 OF THE DEAD 第1話 - 第3話（2014年10月3日 - 10月17日、テレビ東京） - 山下マユ 役
- ボーダーライン（2014年10月4日 - 11月1日、NHK） - ヒロイン・原田明美 役[26]
- ディア・シスター（2014年10月16日 - 12月18日、フジテレビ） - 佐藤和子 役
- びったれ!!!（2015年1月14日 - 3月18日、「びったれ!!!」製作委員会） - ヒロイン・杉山栄子 役
- 猫侍 Season2（2015年4月19日 - 6月28日、東名阪ネット6・5いっしょ3ちゃんねる 他） - 菊乃 役
- 恋愛あるある。「同棲恋愛あるある」（2015年6月24日、フジテレビ） - さとみ 役
- 婚活刑事（2015年7月2日 - 9月17日、読売テレビ・日本テレビ） - 小西弥生 役[27]
- いつかティファニーで朝食を（2015年10月11日 - 12月20日、日本テレビ） - 阿久津典子 役[28]
  - いつかティファニーで朝食を Season2（2016年1月10日 - 3月27日）
- お迎えデス。 第6話（2016年5月28日、日本テレビ） - 上原真理 役
- レンタル救世主 第2話（2016年10月16日、日本テレビ） - ヒロコ 役 [29]
- 大阪環状線 ひと駅ごとの愛物語Part3 ひと駅ごとのスマイル 桃谷駅篇 第3話（2018年1月30日、関西テレビ） - 瞳 役
- 正義のセ 第1話（2018年4月11日、日本テレビ） - 向井美織 役[30]
- チア☆ダン（2018年7月13日 - 9月14日、TBS） - 松井市子 役[31]
- 捜査会議はリビングで! 第1話（2018年7月15日、NHK BSプレミアム） - 桜木加奈子 役 [32][33]
- 駐在刑事 第4話（2018年11月9日、テレビ東京） - 津山理沙 役[34]
- 記憶捜査〜新宿東署事件ファイル〜 第1話・最終話（2019年1月18日・3月1日、テレビ東京） - 森千夏 役[35]
- スキャンダル専門弁護士 QUEEN 第8話（2019年2月28日、フジテレビ） - 和久井純菜 役[36]
- ラジエーションハウス～放射線科の診断レポート～（フジテレビ） - 菊島由美 役[37]
  - 第1シリーズ 第1話（2019年4月8日）
  - 第2シリーズ 第1話（2021年10月4日）
- 磯野家の人々～20年後のサザエさん～（2019年11月24日、フジテレビ） - 花沢花子 役[38]
- アリバイ崩し承ります 第1話（2020年2月1日、テレビ朝日） - 中島香澄 役[39]
- 世にも奇妙な物語 '20夏の特別編 「燃えない親父」（2020年7月11日、フジテレビ） - 松田悦子 役[40]
- ナイルパーチの女子会（2021年1月30日 - 3月20日、BSテレ東） - 小笠原圭子 役
- プロミス・シンデレラ（2021年7月13日 - 9月14日、TBS） - 千葉望 役[41]
- 元彼の遺言状（2022年4月11日 - 6月20日、フジテレビ） - 原口朝陽 役[42]
- ブラック/クロウズ〜roppongi underground〜（2022年6月29日・7月6日、フジテレビ） - あゆみ 役[43]
  - ブラック/クロウズ〜roppongi underground〜2（2022年12月14日・21日）[44]
- 魔法のリノベ 第1話（2022年7月18日、関西テレビ） - 佐竹優香 役
- 私のシてくれないフェロモン彼氏（2022年11月16日 - 2023年1月18日、TBS） - 桃井美織 役[45]
- 夫を社会的に抹殺する5つの方法 第4話 - 最終話（2023年2月1日 - 3月15日、テレビ東京） - 奥田和美 役[46]
- 勝利の法廷式 第1話（2023年4月13日、読売テレビ・日本テレビ） - 成宮美咲 役[47]
- 風間公親-教場0- 最終話（2023年6月19日、フジテレビ） - 甘木紗季 役[48]
- なれの果ての僕ら（2023年6月28日 - 9月13日、テレビ東京） - 星野薫子 役[49]
- 時をかけるな、恋人たち 第6話・第7話（2023年11月14日・21日、関西テレビ・フジテレビ） - 常盤凪 役
- マイ・セカンド・アオハル 第8話（2023年12月5日、TBS） - 栗田理恵 役[50]
- 春になったら（2024年1月15日 - 3月25日、関西テレビ・フジテレビ） - 椎名佳乃 役
- 彩香ちゃんは弘子先輩に恋してる（2024年7月5日 - 8月23日、毎日放送） - 主演・鹿納弘子 役（加藤史帆とW主演）[8]
  - 彩香ちゃんは弘子先輩に恋してる 2nd Stage（2025年6月27日 - 、毎日放送）[51]
- まどか26歳、研修医やってます!（2025年1月14日 - 3月18日、TBS） - 内田真奈美 役[52]
- 波うららかに、めおと日和（2025年4月24日 - 6月26日、フジテレビ） - 関谷はる江 役[53]

### 配信ドラマ
- 会社は学校じゃねぇんだよ（2018年4月21日 - 6月9日、AbemaTV） - 麗子 役
- 1ページの恋（2019年2月18日 - 3月25日、AbemaTV） - 川名理沙 役
- 30禁（2020年9月15日、FOD）
- 夫を社会的に抹殺する5つの方法 エピソード0 第8話（2023年3月1日、TVer） - 奥田和美 役
- 波うららかに、めおと日和 瀧昌の問題ありません!?編（2025年6月26日、FOD） - 関谷はる江 役[54]

### ラジオドラマ
- 青春アドベンチャー アグリーガール（2015年10月5日 - 9日・10月12日 - 16日、NHK-FM放送） - 主演・アーシュラ 役[55]
- FMシアター「風は夢をのせて」（2016年4月23日、NHK-FM） - 主演・副島さつき 役

### ラジオ
- CHINTAI ACTIVE ON SUNDAYS（2018年4月1日 - 2019年3月31日、J-WAVE） - ナビゲーター[56][57]

### 映画
- うた魂♪（2008年4月5日、日活） - 新藤菜摘 役
- 仮面ライダーシリーズ（東映）
  - 劇場版 超・仮面ライダー電王&ディケイド NEOジェネレーションズ 鬼ヶ島の戦艦（2009年5月1日） - 光夏海 役
  - 劇場版 仮面ライダーディケイド オールライダー対大ショッカー（2009年8月8日） - 光夏海 役
  - 仮面ライダー×仮面ライダー W&ディケイド MOVIE大戦2010（2009年12月12日） - 光夏海 / 仮面ライダーキバーラ役[58]
- しあわせのパン（2012年1月28日、アスミック・エース） - 齋藤香織 役
- 太陽の坐る場所（2014年10月4日、ファントム・フィルム） - 水上由希 役
- THE NEXT GENERATION パトレイバー 首都決戦（2015年5月1日、松竹） - 灰原零 役[59][60]
- HERO（2015年7月18日、東宝） - 三城紗江子 役
- THE NEXT GENERATION パトレイバー 首都決戦 ディレクターズカット（2015年10月10日、松竹） - 灰原零 役[61]
- レインツリーの国（2015年11月21日、ショウゲート） - ミサコ 役[62]
- 劇場版 びったれ!!!（2015年11月28日、ビデオプランニング・太秦） - ヒロイン・杉山栄子 役[63]
- 僕だけがいない街（2016年3月19日、ワーナー・ブラザース） - 雛月加代 役
- ボクの妻と結婚してください。（2016年11月5日、東宝） - 片岡喜子 役
- AWAKE（2020年12月25日、キノフィルムズ） - 山内ひろみ 役[64]
- きみの瞳が問いかけている（2020年10月23日、ギャガ） - 麻衣子 役[65] ※友情出演
- 地獄の花園（2021年5月21日、ワーナー・ブラザース映画） - 紫織の舎弟 役
- 鳩の撃退法（2021年8月27日、松竹） - 吟子 役
- 終わりが始まり（2022年5月27日、トキメディアワークス）[66]
- 湯道（2023年2月23日、東宝） - 山岡紗良 役[67][68]
- 傲慢と善良（2024年9月27日、C&Iエンタテインメント） - 三井亜優子 役[69]

### CM
- 日本ガイシ やるじゃんNAS編（2007年）[70]
- モスバーガー テリヤキチキンバーガー（2008年）
- 小林製薬
  - サラサーティ 2枚重ね（2008年）
  - ケシミンクリーム（2011年）
- ミニストップ ハロハロ ゴールデンパイン（2009年）
- 十六銀行 あなたwith16（2009年）
- ペプシコーラ ペプシスペシャル（2012年）
- SMBCコンシューマーファイナンス プロミス（2014年 - ）[71]
- アンファー「スカルプDまつ毛美容液」1ページの恋・理沙編（2019年2月 - 3月）

### オリジナルビデオ
- 仮面ライダーディケイド 超アドベンチャーDVD 守れ!〈てれびくんの世界〉（2009年） - 光夏海 役

### 舞台
- MASKED RIDER LIVE&SHOW 〜十年祭〜（2009年） - 光夏海 役
- 昼下がりの思春期たちは漂う狼のようだ（2021年9月24日 - 10月3日、東京芸術劇場シアターイースト）[72][73]
- いきなり本読み! in三越劇場（2024年10月11日、三越劇場）[74]
- いきなり本読み!in BOOTCAMP!（2025年7月2日 - 5日〈予定〉、梅田芸術劇場 シアター・ドラマシティ）[75]

### MV
- back number「手紙」（2015年8月12日、ユニバーサルシグマ） - 母親 役[76]

### ゲーム
- 仮面ライダーバトル ガンバライジング（2019年5月9日、アーケード） - 仮面ライダーキバーラ 役[77]
- 仮面ライダーバトル ガンバレジェンズ（2023年、アーケード） - 仮面ライダーキバーラ 役

### イベント
- 1日消防署長（2014年10月4日、大阪市消防局）[78]
- 1日消防署長（2019年3月8日、高輪消防署）[79]

### アンバサダー
- B.LEAGUE ALL-STAR GAME 2019（2019年）[80]

## 作品

### 映像作品
- 森カンナ（2009年）

### 写真集
- Pearl Road（2010年12月24日、ワニブックス、撮影：Rem York Maash Haas）ISBN 978-4-8470-4334-5

### その他
- MAMOR（2019年7月号、扶桑社） - 防衛省広報誌。入間基地の基地業務隊消防小隊を訪問し、航空自衛隊の制服や消防服などを着て撮影、表紙と巻頭グラビアを飾る。